# Саид Халим-паша
Саид Халим-паша (осм. тур.  ‎; Каиро, 18. јануар 1865 – Рим, 6. децембар 1921) био је османски турски државник албанског порекла (Тоске) који је обављао функцију великог везира од 1913. до 1917. године.
Рођен је у Каиру који се тада налазио у саставу Египатског кадивата, вазалне државе Османског царства, у породици албанског порекла. Његов деда био је Мухамед Али Египатски, османски намесник Египатског ејалета и родоначелник истоимене династије која је владала Египтом све до половине 20. века.
Био је један од потписника споразума о војној сарадњи између Немачке и Османског царства током Првог светског рата. Након рата суђено му је за ратне злочине и за издају због чега је 29. маја 1919. прогнан на Малту на издржавање затворске казне. Након две године ослобођен је оптужби, а како му је онемогућено да се врати у Истанбул настанио се на Сицилији. У децембру исте године у Риму на Саида Халима-пашу извршио је атентан Аршавир Ширакјан, припадник Јерменске револуционарне федерације, а разлог за атентат је било његово наводно учешће у геноциду над Јерменима.